# Боинг P-15
Боинг P-15 (енгл. Boeing P-15) је амерички ловачки авион који је производила фирма Боинг (енгл. Boeing). Први лет авиона је извршен 1930. године. 

Највећа брзина у хоризонталном лету је износила 298 km/h. Размах крила је био 9,29 метара а дужина 6,40 метара. Маса празног авиона је износила 931 килограма, а нормална полетна маса 1245 kg.

## Наоружање
| Наоружање авиона: Боинг        |      |
| Ватрено (стрељачко) наоружање  |      |
| Топ                            |      |
| Митраљез                       |      |
| Број и ознака митраљеза        | 2    |
| Калибар                        | 7,62 |
| Бомбардерско наоружање (бомбе) |      |
| Ракетно наоружање (ракете)     |      |